# Israel Puerto
Israel Puerto Pineda (* 15. Juni 1993 in El Viso del Alcor) ist ein spanischer Fußballspieler. Der Innenverteidiger steht in Rumänien beim Erstligisten FC Buzău unter Vertrag.

## Karriere

### Verein
Israel Puerto kam im andalusischen El Viso del Alcor zur Welt und entstammt dem Nachwuchsleistungszentrum des FC Sevilla. Sein Profidebüt gab er am 28. April 2013, als er im Alter von 19 Jahren beim 1:1 am 33. Spieltag in der La Liga bei Real Valladolid eingesetzt wurde. In der Profimannschaft der Sevillaner konnte sich Puerto nicht durchsetzen und kam zu lediglich 6 Pflichtspielen. Eines davon war das Rückspiel der 2. Qualifikationsrunde zur UEFA Europa League am 29. August 2013 bei Śląsk Wrocław (5:0), womit sich die Auswahl für den Wettbewerb qualifizierte und diesen später auch gegen Benfica Lissabon (4:2 n. E.) gewann. Im Sommer 2014 wechselte er zum FC Villarreal, wo er allerdings lediglich in der Reservemannschaft zum Einsatz kam; für die Profimannschaft absolvierte er nur zwei Partien in der Copa del Rey. So folgte in der Rückrunde der Saison 2014/15 der Wechsel zum Zweitligisten CD Lugo. Dort erkämpfte sich Israel Puerto einen Stammplatz in der Innenverteidigung und in seinem ersten Spiel – dem 3:2-Sieg in der Liga gegen die zweite Mannschaft des FC Barcelona am 7. März 2015 – gelang ihm prompt sein erstes Tor. In der Folgesaison spielte er nicht regelmäßig, doch in den meisten seiner 18 Punktspieleinsätze hatte er durchgespielt. Im Sommer 2016 verließ Puerto CD Lugo und war zunächst vereinslos, ehe er sich Racing Santander in der dritten Liga anschloss. Dort war er lediglich Ergänzungsspieler und nach einem Jahr folgte der Wechsel zum Ligakonkurrenten CD Mirandés. Dort war Israel Puerto über weite Strecken der Saison als Innenverteidiger erste Wahl, doch es war auch keine Seltenheit, dass er ohne Einsatz auf der Bank saß. Mit seinem Verein erreichte er die Play-offs um den Aufstieg in die zweite Liga, wo sie gegen Extremadura UD ausschieden. Daraufhin zog es Puerto zu Recreativo Huelva, wo er Stammspieler und Leistungsträger war. Auch mit diesem Verein erreichte er die Play-offs um den Aufstieg, erneut war er gescheitert, dieses Mal an seinem ehemaligen Verein CD Mirandés. In der Folge wechselte Israel Puerto nach Polen zum Erstligisten Śląsk Wrocław, wo er in seiner ersten Saison Stammspieler war. Im Sommer 2021 ging er dann weiter zum Ligarivalen Jagiellonia Białystok. Die Saison 2023/24 verbrachte Puerto beim Al-Jabalain FC in der Saudi First Division League, die er auf dem 8. Platz beendete und in 26 Partien fünf Treffer schoss. Nach halbjähriger Vereinslosigkeit schloss er sich im Dezember 2024 den rumänischen Erstliga-Aufsteiger FC Buzău an.

### Nationalmannschaft
Israel Puerto war von 2009 bis 2014 spanischer Juniorennationalspieler und absolvierte insgesamt 23 Partien, in denen er einen Treffer erzielen konnte. Mit dessen U-17-Nationalmannschaft nahm er an der U17-Europameisterschaft 2010 in Liechtenstein teil, mit der U-20-Auswahl spielte er bei der U20-Weltmeisterschaft 2013 in der Türkei. Zuletzt lief Puerto am 9. September 2014 beim 1:1-Unentschieden im EM-Qualifikationsspiel in Puertollano gegen Österreich für die spanische U-21-Nationalmannschaft auf.

## Erfolge
- UEFA-Europa-League-Sieger: 2014